# Orectoderus
Orectoderus is een geslacht van wantsen uit de familie van de Miridae (Blindwantsen). Het geslacht werd voor het eerst wetenschappelijk beschreven door Uhler in 1876.

## Soorten
Het genus bevat de volgende soorten:

- Orectoderus arcuatus Knight, 1927
- Orectoderus bakeri Knight, 1968
- Orectoderus cockerelli Knight, 1968
- Orectoderus longicollis Uhler, 1895
- Orectoderus montanus Knight, 1968
- Orectoderus obliquus Uhler, 1876
- Orectoderus ruckesi Knight, 1968
- Orectoderus salicis Knight, 1968
- Orectoderus schuhi Knight, 1964
- Orectoderus utahensis Knight, 1968